# Índice de desempeño frente al cambio climático

Índice de desempeño frente al cambio climático 2021. En granate, los países con mal desempeño; en verde, los de buen desempeño. El gris denota falta de datos.

El Índice de desempeño frente al cambio climático (IDCC) es un sistema de puntuación diseñado por la organización ambiental y de desarrollo alemana Germanwatch e. V. para mejorar la transparencia en la política climática internacional. Basándose en criterios estandarizados, el índice evalúa y compara el desempeño de la protección climática de 63 países y la Unión Europea (UE) (estado IDCC 2022), que son responsables conjuntos de más del 90 % de las emisiones mundiales de gases de efecto invernadero (GEI).
El IDCC se publicó por primera vez en 2005 y cada año se presenta una versión actualizada en la Conferencias de las Naciones Unidas sobre el cambio climático. Germanwatch publica el índice en cooperación con NewClimate Institute y la Red de Acción por el Clima Internacional y con el apoyo financiero de Barthel Foundation. Los resultados más importantes están disponibles en alemán, inglés, francés y español.

## Metodología
En 2017, la metodología subyacente del IDCC fue revisada y adaptada al nuevo marco de política climática del Acuerdo de París de 2015. El índice se amplió para incluir la medición del progreso de un país hacia las Contribuciones determinadas a nivel nacional (NDC por sus siglas en inglés) y hacia los objetivos del país para 2030. Los desempeños nacionales se evalúan sobre la base de 14 indicadores en las siguientes 4 categorías:
1. Emisiones de GEI (ponderación 40 %)
2. Energía renovable (ponderación 20 %)
3. Uso de energía (ponderación 20 %)
4. Política climática (ponderación 20 %)
Las categorías "emisiones de GEI", "energía renovable" y "uso de energía" están definidas cada una por 4 indicadores ponderados por igual: (1) nivel actual, (2) desarrollos recientes (tendencia de 5 años), (3) compatibilidad del desempeño actual con el objetivo 2 °C (objetivo de que la temperatura media del planeta no aumente más que esos 2 °C respecto a los niveles preindustriales), y (4) Compatibilidad del objetivo de emisiones 2030 de ese país con el objetivo 2 °C. 
Estos 12 indicadores se complementan con otros 2 que miden el desempeño del país respecto al marco de su política climática nacional y respecto a la implementación de esta política, así como con respecto a la diplomacia climática internacional en la categoría "política climática".
Los datos de la categoría "política climática" se evalúan anualmente en un estudio de investigación integral. Su base es la calificación de desempeño de expertos en calentamiento mundial de organizaciones no gubernamentales, universidades y laboratorios de ideas dentro de los países que se evalúan. En un cuestionario, los encuestados califican las medidas más importantes de sus gobiernos con los términos muy alto, alto, medio, bajo o muy bajo.

## Resultados
Los resultados más recientes ilustran las principales diferencias regionales en los esfuerzos para proteger el clima (esto es, que no cambie, o que cambie lo menos posible, lo que también se conoce por mitigación del cambio climático) dentro de los 57 países evaluados y la UE. Según el IDCC, ninguno de los países ha logrado aún un desempeño en todos los indicadores que pueda calificarse como muy alto, porque ningún país cumple con los requisitos para limitar el calentamiento global muy por debajo de 2 °C, según lo establecido en el Acuerdo de París. 
Por ello los 3 primeros lugares del ranking final quedan desocupados. En 2023, el IDCC no evaluó el desempeño de Ucrania debido a la invasión rusa de Ucrania. En el índice  para 2023, Dinamarca ocupó el primer puesto, seguida de Suecia y Chile. Los últimos 3 países fueron Irán, Arabia Saudita y Kazajistán.

### Resultados de 2023
| Rank | Country            | Score |
| ---- | ------------------ | ----- |
| 1    | -                  | -     |
| 2    | -                  | -     |
| 3    | -                  | -     |
| 4    | Dinamarca          | 79,61 |
| 5    | Suecia             | 73,28 |
| 6    | Chile              | 69,54 |
| 7    | Marruecos          | 67,44 |
| 8    | India              | 67,35 |
| 9    | Estonia            | 65,14 |
| 10   | Noruega            | 64,47 |
| 11   | Reino Unido        | 63,07 |
| 12   | Filipinas          | 62,75 |
| 13   | Países Bajos       | 62,24 |
| 14   | Portugal           | 61,55 |
| 15   | Finlandia          | 61,24 |
| 16   | Alemania           | 61,11 |
| 17   | Luxemburgo         | 60,76 |
| 18   | Malta              | 60,42 |
| 19   | (Unión Europea 27) | 59,96 |
| 20   | Egipto             | 59,37 |
| 21   | Lituania           | 59,21 |
| 22   | Suiza              | 58,61 |
| 23   | España             | 58,59 |
| 24   | Grecia             | 57,52 |
| 25   | Letonia            | 56,81 |
| 26   | Indonesia          | 54,59 |
| 27   | Colombia           | 54,50 |
| 28   | Francia            | 52,97 |
| 29   | Italia             | 52,90 |
| 30   | Croacia            | 52,04 |
| 31   | México             | 51,77 |
| 32   | Austria            | 51,56 |
| 33   | Nueva Zelanda      | 50,55 |
| 34   | Eslovaquia         | 50,12 |
| 35   | Chipre             | 49,39 |
| 36   | Bulgaria           | 49,15 |
| 37   | Irlanda            | 48,47 |
| 38   | Brasil             | 48,39 |
| 39   | Bélgica            | 48,38 |
| 40   | Vietnam            | 48,31 |
| 41   | Eslovenia          | 48,16 |
| 42   | Tailandia          | 47,23 |
| 43   | Rumanía            | 47,09 |
| 44   | Sudáfrica          | 45,69 |
| 45   | República Checa    | 44,16 |
| 46   | Bielorrusia        | 43,69 |
| 47   | Turquía            | 43,32 |
| 48   | Argelia            | 42,26 |
| 49   | Argentina          | 41,19 |
| 50   | Japón              | 40,85 |
| 51   | China              | 38,80 |
| 52   | Estados Unidos     | 38,53 |
| 53   | Hungría            | 38,51 |
| 54   | Polonia            | 37,94 |
| 55   | Australia          | 36,26 |
| 56   | Malasia            | 33,51 |
| 57   | Taiwán             | 28,35 |
| 58   | Canadá             | 26,47 |
| 59   | Rusia              | 25,28 |
| 60   | Corea del Sur      | 24,91 |
| 61   | Kazajistán         | 24,61 |
| 62   | Arabia Saudita     | 22,41 |
| 63   | Irán               | 18,77 |

### Resultados de 2022
| Rank | Country            | Score |
| ---- | ------------------ | ----- |
| 1    | -                  | -     |
| 2    | -                  | -     |
| 3    | -                  | -     |
| 4    | Dinamarca          | 76,67 |
| 5    | Suecia             | 74,22 |
| 6    | Noruega            | 73,29 |
| 7    | Reino Unido        | 73,09 |
| 8    | Marruecos          | 71,60 |
| 9    | Chile              | 69,51 |
| 10   | India              | 69,20 |
| 11   | Lituania           | 64,89 |
| 12   | Malta              | 64,18 |
| 13   | Alemania           | 63,53 |
| 14   | Finlandia          | 62,41 |
| 15   | Suiza              | 61,70 |
| 16   | Portugal           | 61,11 |
| 17   | Francia            | 61,01 |
| 18   | Luxemburgo         | 60,80 |
| 19   | Países Bajos       | 60,44 |
| 20   | Ucrania            | 60,40 |
| 21   | Egipto             | 59,74 |
| 22   | (Unión Europea 27) | 59,21 |
| 23   | Filipinas          | 58,98 |
| 24   | Grecia             | 58,22 |
| 25   | Colombia           | 57,87 |
| 26   | Letonia            | 57,73 |
| 27   | Indonesia          | 57,17 |
| 28   | México             | 56,05 |
| 29   | Croacia            | 55,96 |
| 30   | Italia             | 55,39 |
| 31   | Tailandia          | 55,01 |
| 32   | Estonia            | 54,98 |
| 33   | Brasil             | 54,86 |
| 34   | España             | 54,35 |
| 35   | Nueva Zelanda      | 54,03 |
| 36   | Rumanía            | 52,43 |
| 37   | Austria            | 52,35 |
| 38   | China              | 52,20 |
| 39   | Sudáfrica          | 51,13 |
| 40   | Eslovaquia         | 50,67 |
| 41   | Turquía            | 50,53 |
| 42   | Chipre             | 50,52 |
| 43   | Vietnam            | 49,21 |
| 44   | Bulgaria           | 48,71 |
| 45   | Japón              | 48,53 |
| 46   | Irlanda            | 47,86 |
| 47   | Argentina          | 47,08 |
| 48   | Bielorrusia        | 46,66 |
| 49   | Bélgica            | 45,90 |
| 50   | Eslovenia          | 43,28 |
| 51   | República Checa    | 42,15 |
| 52   | Polonia            | 40,63 |
| 53   | Hungría            | 40,41 |
| 54   | Argelia            | 39,91 |
| 55   | Estados Unidos     | 37,39 |
| 56   | Rusia              | 34,73 |
| 57   | Malasia            | 33,74 |
| 58   | Taiwán             | 30,70 |
| 59   | Australia          | 30,06 |
| 60   | Corea del Sur      | 26,74 |
| 61   | Canadá             | 26,03 |
| 62   | Irán               | 25,66 |
| 63   | Arabia Saudita     | 24,25 |
| 64   | Kazajistán         | 19,23 |

### Resultados de 2021
| Rango | País                           | Puntaje |
| 1     | (Ninguno alcanzó el rango 1-3) |         |
| 2     | (Ninguno alcanzó el rango 1-3) |         |
| 3     | (Ninguno alcanzó el rango 1-3) |         |
| 4     | Suecia                         | 74,42   |
| 5     | Reino Unido                    | 69,66   |
| 6     | Dinamarca                      | 69,42   |
| 7     | Marruecos                      | 67,59   |
| 8     | Noruega                        | 64,45   |
| 9     | Chile                          | 64,05   |
| 10    | India                          | 63,98   |

### Resultados de 2020
| Rank | Country                                   | Score |
| ---- | ----------------------------------------- | ----- |
| 1    | -                                         | -     |
| 2    | -                                         | -     |
| 3    | -                                         | -     |
| 4    | Suecia                                    | 75,77 |
| 5    | Dinamarca                                 | 71,14 |
| 6    | Marruecos                                 | 70,63 |
| 7    | Reino Unido                               | 69,80 |
| 8    | Lituania                                  | 66,22 |
| 9    | India                                     | 66,02 |
| 10   | Finlandia                                 | 63,25 |
| 11   | Chile                                     | 62,88 |
| 12   | Noruega                                   | 61,14 |
| 13   | Luxemburgo                                | 60,91 |
| 14   | Malta                                     | 60,60 |
| 15   | Letonia                                   | 60,75 |
| 16   | Suiza                                     | 60,61 |
| 17   | Ucrania                                   | 60,60 |
| 18   | Francia                                   | 57,90 |
| 19   | Egipto                                    | 57,53 |
| 20   | Croacia                                   | 56,97 |
| 21   | Brasil                                    | 55,82 |
| 22   | (Unión Europea 28-incluye el Reino Unido) | 55,82 |
| 23   | Alemania                                  | 55,78 |
| 24   | Rumanía                                   | 54,85 |
| 25   | Portugal                                  | 54,10 |
| 26   | Italia                                    | 53,92 |
| 27   | Eslovaquia                                | 52,69 |
| 28   | Grecia                                    | 52,59 |
| 29   | Países Bajos                              | 50,89 |
| 30   | China                                     | 48,16 |
| 31   | Estonia                                   | 48,05 |
| 32   | México                                    | 47,01 |
| 33   | Tailandia                                 | 46,76 |
| 34   | España                                    | 46,03 |
| 35   | Bélgica                                   | 45,73 |
| 36   | Sudáfrica                                 | 45,67 |
| 37   | Nueva Zelanda                             | 45,67 |
| 38   | Austria                                   | 44,74 |
| 39   | Indonesia                                 | 44,65 |
| 40   | Bielorrusia                               | 44,18 |
| 41   | Irlanda                                   | 44,04 |
| 42   | Argentina                                 | 43,77 |
| 43   | República Checa                           | 42,93 |
| 44   | Eslovenia                                 | 41,91 |
| 45   | Chipre                                    | 41,66 |
| 46   | Argelia                                   | 41,45 |
| 47   | Hungría                                   | 41,17 |
| 48   | Turquía                                   | 40,76 |
| 49   | Bulgaria                                  | 40,12 |
| 50   | Polonia                                   | 39,98 |
| 51   | Japón                                     | 39,03 |
| 52   | Rusia                                     | 37,8  |
| 53   | Malasia                                   | 34,21 |
| 54   | Kazajistán                                | 33,39 |
| 55   | Canadá                                    | 31,01 |
| 56   | Australia                                 | 30,75 |
| 57   | Irán                                      | 28,41 |
| 58   | Corea del Sur                             | 26,75 |
| 59   | Taiwán                                    | 23,33 |
| 60   | Arabia Saudita                            | 23,03 |
| 61   | Estados Unidos                            | 18,60 |

### Resultados de 2019
| Rank | Country                   | Score |
| ---- | ------------------------- | ----- |
| 1    | -                         | -     |
| 2    | -                         | -     |
| 3    | -                         | -     |
| 4    | Suecia                    | 76    |
| 5    | Marruecos                 | 70,48 |
| 6    | Lituania                  | 70,47 |
| 7    | Letonia                   | 68,31 |
| 8    | Reino Unido               | 65,92 |
| 9    | Suiza                     | 65,42 |
| 10   | Malta                     | 65,06 |
| 11   | India                     | 62,93 |
| 12   | Noruega                   | 62,80 |
| 13   | Finlandia                 | 62,61 |
| 14   | Croacia                   | 62,39 |
| 15   | Dinamarca                 | 61,96 |
| 16   | (Unión Europea-28 países) | 60,65 |
| 17   | Portugal                  | 60,54 |
| 18   | Ucrania                   | 60,09 |
| 19   | Luxemburgo                | 59,92 |
| 20   | Rumanía                   | 59,42 |
| 21   | Francia                   | 59,30 |
| 22   | Brasil                    | 59,29 |
| 23   | Italia                    | 58,69 |
| 24   | Egipto                    | 57,49 |
| 25   | México                    | 56,82 |
| 26   | Eslovaquia                | 56,61 |
| 27   | Alemania                  | 55,18 |
| 28   | Países Bajos              | 54,11 |
| 29   | Bielorrusia               | 53,31 |
| 30   | Grecia                    | 50,86 |
| 31   | Bélgica                   | 50,63 |
| 32   | República Checa           | 49,73 |
| 33   | China                     | 49,60 |
| 34   | Argentina                 | 49,01 |
| 35   | España                    | 48,97 |
| 36   | Austria                   | 48,78 |
| 37   | Tailandia                 | 48,71 |
| 38   | Indonesia                 | 48,68 |
| 39   | Sudáfrica                 | 48,25 |
| 40   | Bulgaria                  | 48,11 |
| 41   | Polonia                   | 47,59 |
| 42   | Hungría                   | 46,79 |
| 43   | Eslovenia                 | 44,90 |
| 44   | Nueva Zelanda             | 44,61 |
| 45   | Estonia                   | 44,37 |
| 46   | Chipre                    | 44,34 |
| 47   | Argelia                   | 42,10 |
| 48   | Irlanda                   | 40,84 |
| 49   | Japón                     | 40,63 |
| 50   | Turquía                   | 40,22 |
| 51   | Malasia                   | 38,08 |
| 52   | Rusia                     | 37,59 |
| 53   | Kazajistán                | 36,47 |
| 54   | Canadá                    | 34,26 |
| 55   | Australia                 | 31,27 |
| 56   | Taiwán                    | 28,80 |
| 57   | Corea del Sur             | 28,53 |
| 58   | Irán                      | 23,94 |
| 59   | Estados Unidos            | 18,82 |
| 60   | Arabia Saudita            | 8,82  |